# Congregação das Filhas do Amor Divino
A Congregação das Filhas do Amor Divino (do latim Congregatio Filiae Divinae Caritatis: FDC) é uma ordem religiosa católica romana com sede em Viena, Áustria, fundada por Madre Francisca Lechner em 1868.

## História
A Congregação das Filhas do Amor Divino foi fundada em 21 de novembro de 1868, quando a madre alemã Francisca Lechner recebeu permissão para instituir uma comunidade religiosa que tinha como objetivo acolher as jovens que migravam para as grandes cidades da Europa em busca de emprego no contexto histórico da Revolução Industrial.

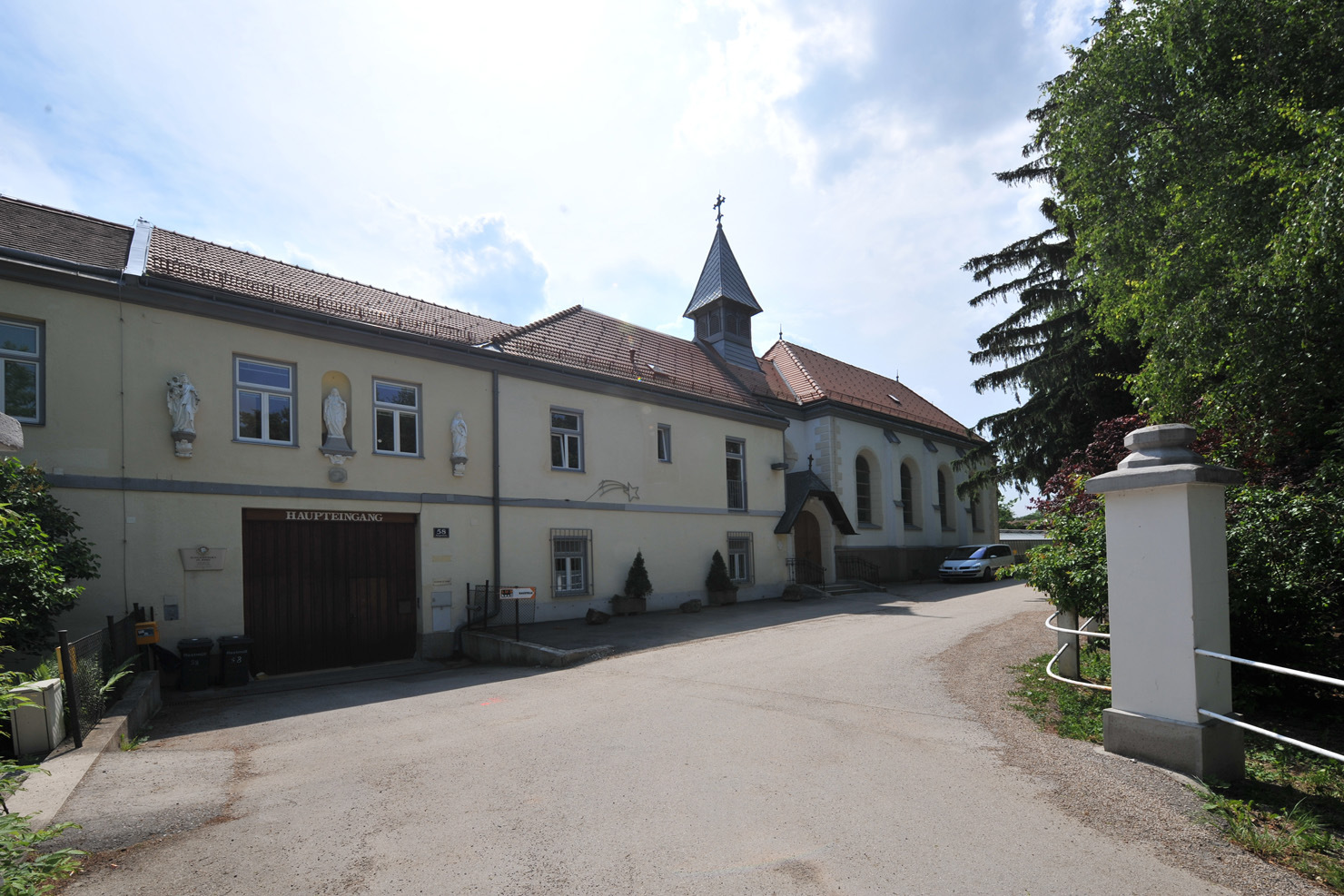
Convento da congregação em Breitenfurt bei Wien, próximo a Viena, na Áustria.

## Distribuição pelo mundo
Atualmente, a congregação está presente em dezoito países: Áustria (onde localiza-se a sede, em Viena), Albânia, Alemanha (país de nascimento da fundadora da congregação, Madre Francisca Lechner) Bolívia, Bósnia e Herzegovina, Brasil, Croácia, Eslováquia, Estados Unidos, Hungria, Inglaterra, Itália, Kosovo, Macedônia, Polônia, República Checa, Ucrânia e Uganda (onde há uma estação de missão para com os africanos).